# Kapel van Berg en Bosch
De kapel van Berg en Bosch is een rijksmonument aan de Professor Bronkhorstlaan 10 in Bilthoven in de Nederlandse provincie Utrecht.
De kapel van het vroegere sanatorium heeft een open klokkentoren en staat aan het eind van de hoofdas aan de oostzijde van het plein. De kapel is aan de noordoostzijde door een corridor met het zusterhuis verbonden. De kapel heeft in gele sintelsteen uitgevoerde gevels. 
Tussen de steunberen in de zijgevel zijn spitsboogvensters met glas-in-loodramen van Toon Ninaber van Eyben aangebracht. In de noordelijke aanbouw is een aparte kapel voor de zusters onder gebracht. 

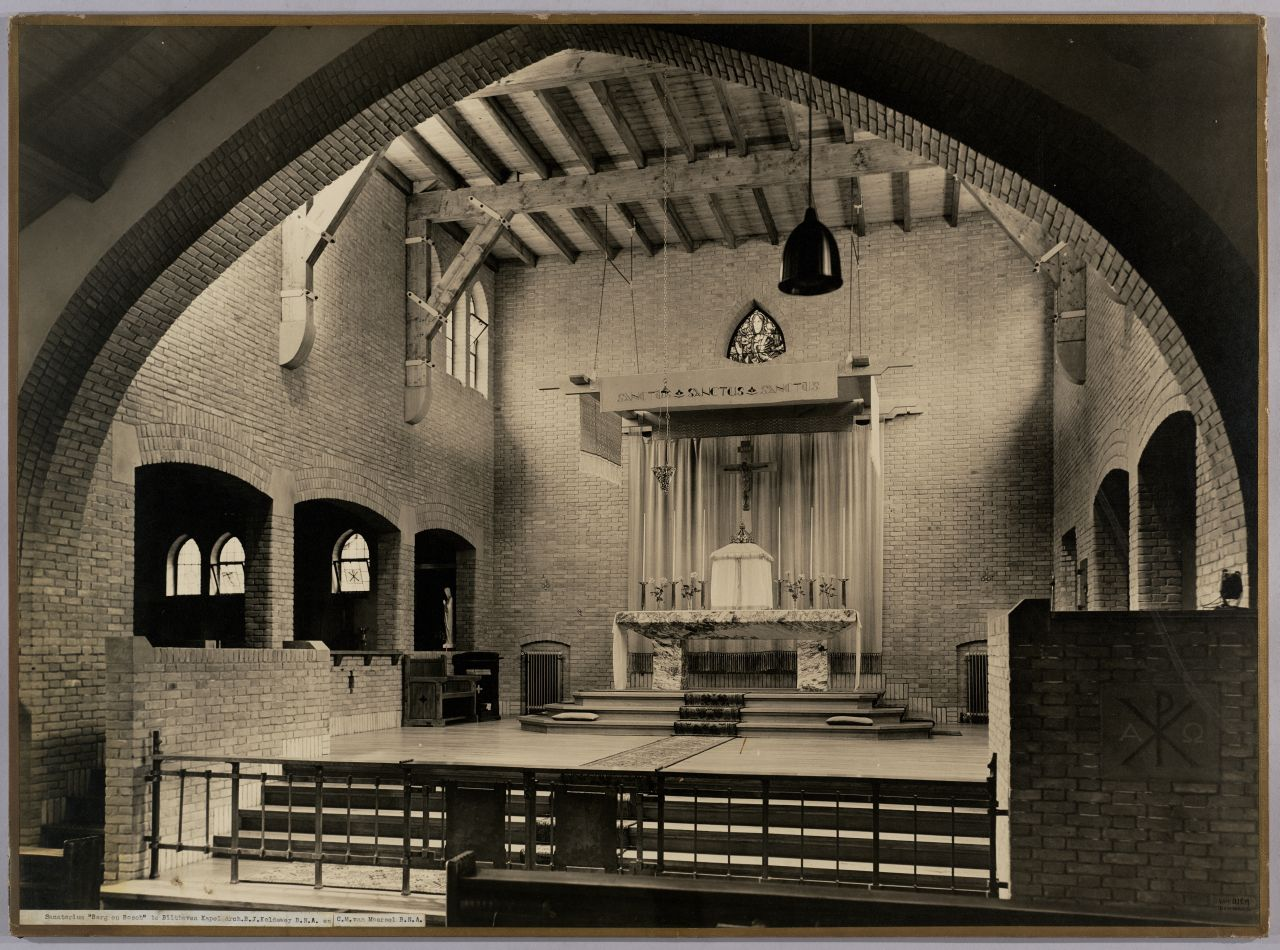
Interieur

De indeling van de kapel is nagenoeg origineel. Boven de ingang is een rondvenster met glas-in-loodraam van Henri Jonas waarin Jezus met zijn discipelen op het woelige Meer van Galilea is afgebeeld. Het driehoekvormig glas-in-loodraam onder de kapconstructie van Henri Jonas toont Jezus met het Heilig Hart. In de linkermuur van het koor zijn drie openingen naar de zusterkapel.